# Karaši
Karaši (Carassius) je rod u porodici zrakoperki šarana. Većina vrsta ovog roda je poznata kao karaš, iako se ovaj termin često specifično odnosi na C. carassius. Najpoznatija je zlatna ribica (C. auratus). Oni imaju evroazijsku distribuciju, te se oblast iz koje potiču očigledno nalazi zapadnije od postojbine pravih šarana, koji uključuju običnog šarana (C. carpio).
Vrste ovog roda nisu naročito blisko srodne sa pravim šaranima roda Cyprinus, već formiraju bazalnu lozu podfamilije Cyprininae.

## Vrste
- (zlatni karaš)[5][6][7].[8]
  -  (okrugli karaš)
  -  (kimbuna)
  -  podvrsta 1 (pruski karaš širokog lica/nagabuna)
- (karaš)[9][10][11]
- (japanski beli karaš)[12][13]
- (babuška)[14][15][16][17][18]
- (ginbuna)

## Literatura
- MacMahon, Alexander Francis Magri (1946). Fishlore: British Freshwater Fishes. Pelican Books. 161. Penguin Books.
- Riehl, R.; Baensch, H. (1996). Aquarium Atlas Volume 1. Voyageur Press. стр. 410.
- Helfman, Gene S.; Collette, Bruce B.; Facey, Douglas E. (1997). The diversity of fishes. Malden, Mass: Blackwell Science. стр. 228. ISBN 978-0-86542-256-8. OCLC 299475257.
- He, Shunping; Mayden, Richard L.; Wang, Xuzheng; Wang, Wei; Tang, Kevin L.; Chen, Wei-Jen; Chen, Yiyu (2008). „Molecular phylogenetics of the family Cyprinidae (Actinopterygii: Cypriniformes) as evidenced by sequence variation in the first intron of S7 ribosomal protein-coding gene: Further evidence from a nuclear gene of the systematic chaos in the family”. Molecular Phylogenetics and Evolution. 46 (3): 818—29. PMID 18203625. doi:10.1016/j.ympev.2007.06.001.
- He, Shunping; Gu, Xun; Mayden, Richard L.; Chen, Wei-Jen; Conway, Kevin W.; Chen, Yiyu (2008). „Phylogenetic position of the enigmatic genus Psilorhynchus (Ostariophysi: Cypriniformes): Evidence from the mitochondrial genome”. Molecular Phylogenetics and Evolution. 47 (1): 419—25. PMID 18053751. doi:10.1016/j.ympev.2007.10.012.
- Howes, G.I. (1991). „Systematics and biogeography: an overview”.  Ур.: Winfield, I.J.; Nelson, J.S. Biology of Cyprinids. London: Chapman and Hall Ltd. стр. 1—33.
- Tao, Wenjing; Mayden, Richard L.; He, Shunping (mart 2013). „Remarkable phylogenetic resolution of the most complex clade of Cyprinidae (Teleostei: Cypriniformes): A proof of concept of homology assessment and partitioning sequence data integrated with mixed model Bayesian analyses”. Molecular Phylogenetics and Evolution. 66 (3): 603—616. ISSN 1055-7903. PMID 23044401. doi:10.1016/j.ympev.2012.09.024.
- Betancur-Rodriguez, Ricardo; Edward O. Wiley; Gloria Arratia; Arturo Acero; Nicolas Bailly; Masaki Miya; Guillaume Lecointre; Guillermo Ortí (2017). „Phylogenetic classification of bony fishes”. BMC Evolutionary Biology (4 изд.). 17 (162). PMID 28683774. S2CID 255792606. doi:10.1186/s12862-017-0958-3. Архивирано из оригинала (PDF) 04. 10. 2017. г. Приступљено 22. 12. 2017.
- Lei Yang; Tetsuya Sado; M. Vincent Hirt; Emmanuel Pasco-Viel; M. Arunachalam; Junbing Li; Xuzhen Wang; Jörg Freyhof; Kenji Saitoh; Andrew M. Simons; Masaki Miya; Shunping He; Richard L. Mayden (2015). „Phylogeny and Polyploidy: Resolving the Classification of Cyprinine Fishes (Teleostei: Cypriniformes)”. Molecular Phylogenetics and Evolution. 85 (February 2015): 97—116. PMID 25698355. doi:10.1016/j.ympev.2015.01.014.
- van der Laan, Richard (decembar 2017). Freshwater fish list (PDF) (23rd изд.). стр. 997. ISSN 2468-9157.
- Richards, Jeffrey G.; Farrell, Anthony Peter; Brauner, Colin J. (2009). Hypoxia. Academic Press. ISBN 9780080877990.
- Smartt, Joseph (2007), „A possible genetic basis for species replacement: preliminary results of interspecific hybridisation between native crucian carp Carassius carassius (L.) and introduced goldfish Carassius auratus (L.)” (PDF), Aquatic Invasions, 2 (1): 59—62, doi:10.3391/ai.2007.2.1.7
- Wellby, Ian; Girdler, Ash; Welcomme, Robin (2010). Fisheries Management: A Manual for Still-Water Coarse Fisheries. John Wiley & Sons. стр. 49. ISBN 978-1-4051-3332-6.
- Roots, Clive (2007). Domestication. Westport: Greenwood Press. стр. 20–21. ISBN 978-0-313-33987-5.
- Brunner, Bernd (2003). The Ocean at Home. New York: Princeton Architectural Press. ISBN 978-1-56898-502-2.
- Mulertt, Hugo (1883). The Goldfish And Its Systematic Culture With A View To Profit. Cincinnati [McDonald & Eick, print.] Приступљено 2009-07-07.
- Laboratory, NOAA Great Lakes Environmental Research. „NOAA National Center for Research on Aquatic Invasive Species (NCRAIS)”. nas.er.usgs.gov. Приступљено 16. 12. 2020.
- Komiyama, Tomoyoshi; Hiroyuki Kobayashi; Yoshio Tateno; Hidetoshi Inoko; Takashi Gojobori; Kazuho Ikeo (фебруар 2009). „An evolutionary origin and selection process of goldfish”. Gene. 430 (1–2): 5—11. PMID 19027055. doi:10.1016/j.gene.2008.10.019.
- Les Pearce. „Common Gold Fish”. Aquarticles. Архивирано из оригинала 28. 5. 2006. г. Приступљено 20. 6. 2006.
- Wang, Shu-Yan; Jing Luo; Robert W. Murphy; Shi-Fang Wu; Chu-Ling Zhu; Yun Gao; Ya-Ping Zhang (19. 3. 2013). „Origin of Chinese Goldfish and Sequential Loss of Genetic Diversity Accompanies New Breeds”. PLOS ONE. 430 (3): e59571. Bibcode:2013PLoSO...859571W. PMC 3602300 . PMID 23527220. doi:10.1371/journal.pone.0059571 .
- Neumeyer, C. (2003). „Color Vision in Fishes and Its Neural Basis”.  Ур.: Collin, S.P.; Marshall, N.J. Sensory Processing in Aquatic Environments. New York: Springer-Verlag. стр. 223. ISBN 9780387955278.
- Walker, R. M.; Johansen, P. H. (1977). „Walker, R. M., & Johansen, P. H. (1977). Anaerobic metabolism in goldfish (Carassius auratus). Canadian Journal of Zoology, 55(8), 1304–1311.. [[Digitalni identifikator objekta|doi]]:[//doi.org/10.1139%2Fz77-170 10.1139/z77-170]. Недостаје или је празан параметар |title= ([[Помоћ:CS1 грешке#citation_missing_title|помоћ]])[[Категорија:Странице са изворима без наслова]].”. Canadian Journal of Zoology. 55 (8): 1304—11. PMID 902178. doi:10.1139/z77-170. Спољашња веза у |title= (помоћ); Сукоб URL—викивеза (помоћ)
- Fagernes, C. E.; Stensløkken, K. O.; Berenbrink, M.; Ellefsen, S.; Nilsson, G. E. (2017). „Fagernes, C.E., Stensløkken, K., Røhr, Å.K. et al. Extreme anoxia tolerance in crucian carp and goldfish through neofunctionalization of duplicated genes creating a new ethanol-producing pyruvate decarboxylase pathway. Sci Rep 7, 7884 (2017).. [[Digitalni identifikator objekta|doi]]:[//doi.org/10.1038%2Fs41598-017-07385-4 10.1038/s41598-017-07385-4]. Недостаје или је празан параметар |title= ([[Помоћ:CS1 грешке#citation_missing_title|помоћ]])[[Категорија:Странице са изворима без наслова]].”. Scientific Reports. 7 (1): 7884. PMC 5554223 . PMID 28801642. doi:10.1038/s41598-017-07385-4. Спољашња веза у |title= (помоћ); Сукоб URL—викивеза (помоћ)
- Tweedley, James R.; Hallett, Chris S.; Beatty, Stephen J. (септембар 2017). „Tweedley, J.R., Hallett, C.S. & Beatty, S.J. Baseline survey of the fish fauna of a highly eutrophic estuary and evidence for its colonisation by Goldfish (Carassius auratus). Int Aquat Res 9, 259–270 (2017).. doi:10.1007/s40071-017-0174-1. Недостаје или је празан параметар |title= (помоћ).”. International Aquatic Research. 9 (3): 259—270. S2CID 59358196. doi:10.1007/s40071-017-0174-1 . Спољашња веза у |title= (помоћ)